# Irene Flunser Pimentel
Irene Flunser Pimentel (Lisboa, 1950) é uma historiadora portuguesa dedicada ao estudo do período contemporâneo de Portugal, especialmente da PIDE e do Estado Novo.

## Biografia
Investigadora do Instituto de História Contemporânea, é licenciada em História, pela Faculdade de Letras da Universidade de Lisboa, mestre e doutora em História Institucional e Política do Século XX, pela Faculdade de Ciências Sociais e Humanas da Universidade Nova de Lisboa.

## Prémios e Reconhecimento
Foi galardoada com o Prémio Pessoa em 2007.
Em 2012, recebeu o Prémio Máxima de Literatura na categoria de Ensaio por A cada um o seu lugar – a política feminina do estado novo.
Foi condecorada com as insignias Chevalier da Ordem Nacional da Legião de Honra pelo governo francês em 2015.

## Algumas obras
Entre as suas obras encontram-se: 
- Informadores da PIDE – A Tragédia Portuguesa (2022) [9]
- História das Organizações Femininas do Estado Novo (2000)[10]
- Judeus em Portugal durante a Segunda Guerra Mundial. Em fuga a Hitler e ao Holocausto (2006)
- Vítimas de Salazar. Estado Novo e Violência Política (co-autoria com João Madeira e Luís Farinha) (2007)[11]
- A PIDE/DGS. 1945-1974 (2007)
- Cardeal Cerejeira. O Príncipe da Igreja (2010)[12]
- A Cada Um o Seu Lugar. A política feminina do Estado Novo (2011)[13]
- Salazar, Portugal e o Holocausto (co-autoria com Cláudia Ninhos) (2012)[14]
- Espiões em Portugal Durante a II Guerra Mundial (2013)[15]
- História da Oposição à Ditadura (1926-1974) (2014)
- O caso da PIDE/DGS (2017)
- O essencial sobre a PIDE, Lisboa, Imprensa Nacional, 2023, ISBN 978-972-27-3151-5

Diversos artigos científicos e colaborações em enciclopédias, obras colectivas e programas audiovisuais.
- O Comboio do Luxemburgo (2016) com Margarida de Magalhães Ramalho[16][17]

É também autora de várias crónicas publicadas no Jornal Público, onde abordou, entre temas, o artigo de Aristides de Sousa Mendes na Wikipédia.

## Ligações Externas
- Ensina RTP | Irene Pimentel faz um retrato da mulher no Estado Novo

- SIC Notícias| entrevista a Irene Flunser Pimentel
- Antena2 | Programa a Força das Coisas| Entrevista a Irene Flunser Pimentel (2007)
- TEDx FCTUNL | A mulher no estado novo visto de hoje: Irene Pimentel (2013)
- Ler Olhos nos Olhos | Conversa com Irene Flunser Pimentel (2020)
- RTP | Exílios no Feminino | Irene Pimentel é uma das 7 mulheres entrevistadas e relata a sua ida e estadia no exílio durante a ditadura em Portugal (2024)